# Англійський ріжок
Англійський ріжо́к — музичний інструмент сімейства дерев'яних духових, різновид гобою. Назва виникла в результаті плутанини: замість французького слова anglé — «мисливський»  було вжито «anglais» — англійський.
Від гобою відрізняється більшими розмірами (до 80 см), відповідно нижчим діапазоном (від e до {\displaystyle b^{2}}) та грушоподібним  розтрубом. Тембр англійського ріжка більш густий та м'який. Англійський ріжок — транспонуючий інструмент — в строї F.